# Caterina di Grecia
Caterina di Grecia e Danimarca, detta Lady Brandram (Πριγκίπισσα Αικατερίνη της Ελλάδας και της Δανίας; Atene, 4 maggio 1913 – Londra, 2 ottobre 2007), è stata una principessa greca.

## Biografia

### Giovinezza

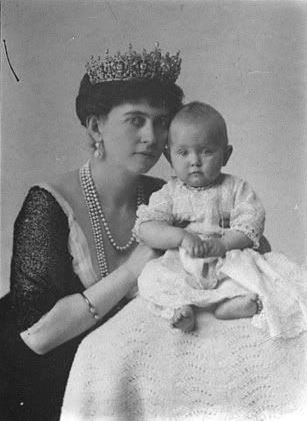
Caterina e la madre, la regina Sofia.

Caterina il 4 maggio 1913 ad Atene, ultimogenita di Costantino I di Grecia e della consorte, Sofia di Prussia; la principessa, che apparteneva alla casa reale di Schleswig-Holstein-Sonderburg-Glücksburg-Grecia, era nipote di Giorgio I di Grecia, della regina Ol'ga, nata come granduchessa di Russia, di Federico III di Germania e di Vittoria di Gran Bretagna, primogenita della regina Vittoria. Caterina aveva due sorelle, Elena, poi regina madre di Romania, e Irene, futura duchessa d'Aosta, e tre fratelli, Giorgio, Alessandro e Paolo, tutti e tre sovrani di Grecia. L'infanzia della principessa Caterina fu segnata dalle Guerre balcaniche, combattute tra il 1912 ed il 1913, e dalla Prima guerra mondiale, durante la quale la Grecia soffrì di una pesante crisi. Nel giugno del 1917, il padre Costantino I e il fratello maggiore Giorgio, entrambi considerati filo-tedeschi, furono costretti ad abdicare alla corona e ai diritti alla successione al trono greco, per poi essere costretti a partire per l'esilio. A seguirli furono tutti i membri della famiglia reale, Caterina inclusa, ad eccezione del principe Alessandro che venne proclamato nuovo re degli Elleni dal parlamento. 

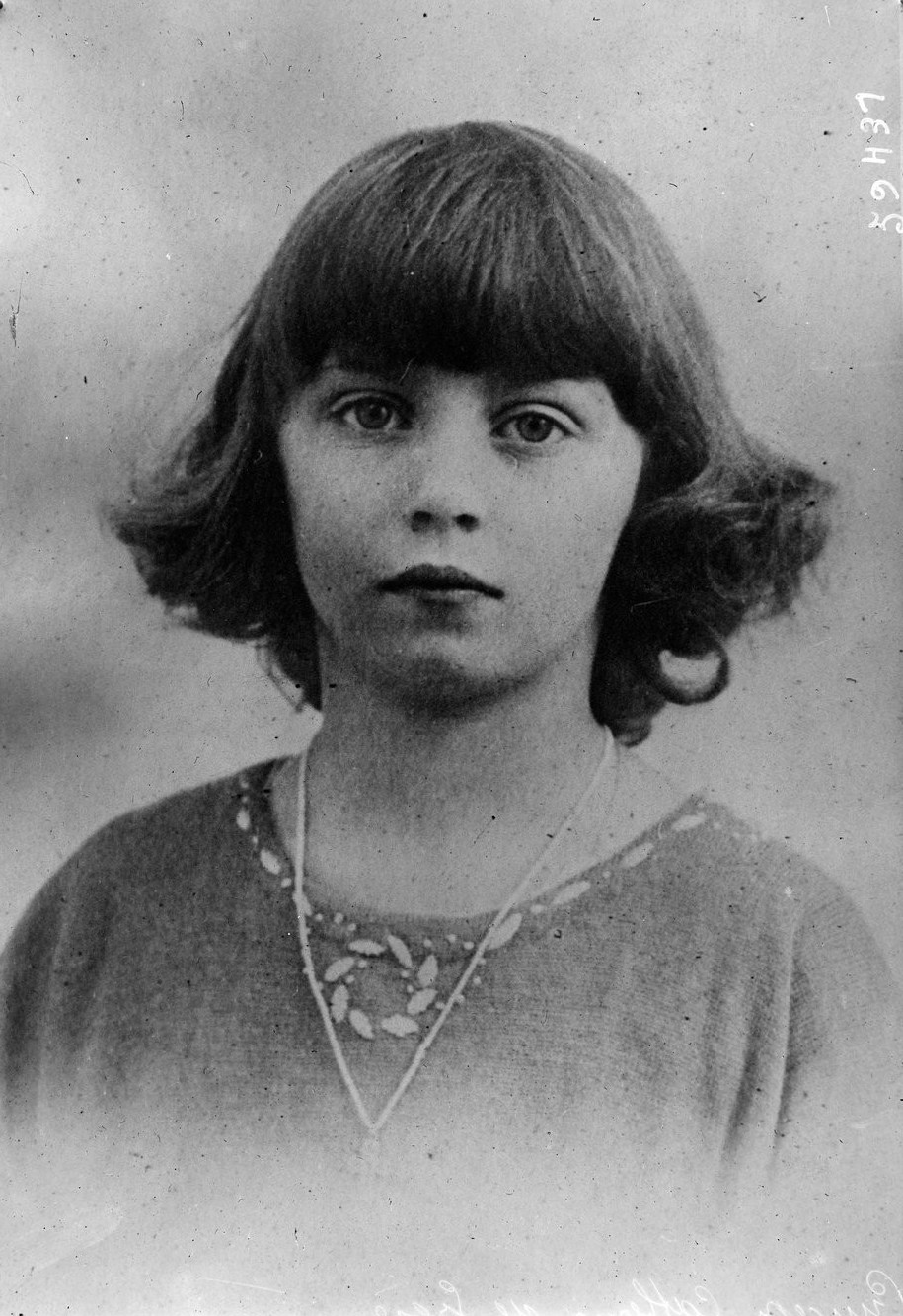
La principessa Caterina nel 1920.

Nel 1920 re Alessandro morì e di conseguenza si aprì una crisi costituzionale che però fu risolta con il ritorno e la restaurazione sul trono di Costantino I, il quale però fu costretto ad abdicare una seconda volta in favore del figlio Giorgio II di Grecia, a seguito della grave sconfitta nella Guerra greco-turca, combattuta tra il 1919 ed il 1922. La principessa Caterina studiò in un collegio a Broadstairs e poi a North Foreland Lodge in Inghilterra, dove fu damigella d'onore alle nozze del principe Giorgio, duca di Kent, e di sua cugina, la principessa Marina di Grecia, nel 1934.
Ritorno in Grecia e matrimonio

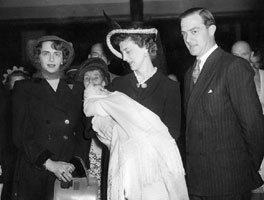
Il battesimo del figlio Paul Brandram.

Caterina tornò poi in Grecia con il fratello, re Giorgio II, dopo la restaurazione della monarchia nel 1935; si unì alla Croce Rossa greca allo scoppio della Seconda guerra mondiale. Tuttavia, la famiglia reale greca fu costretta a fuggire quando la Grecia fu invasa dall'Asse nel 1941. In seguito, la principessa Caterina lavorò come infermiera in un ospedale di Città del Capo, prima di ritirarsi in Inghilterra nel 1946, dove incontrò il maggiore Richard Campbell Brandram, ufficiale della Royal Artillery britannica, a bordo del transatlantico Cunard RMS Ascania. Il 21 aprile 1947 la principessa Caterina di Grecia sposò il maggiore Richard Brandram ad Atene; il 1° aprile il fratello maggiore Giorgio II di Grecia morì, venendo così succeduto dal principe Paolo. La coppia ebbe un solo figlio, Paul Brandram (1948 - 2020). Caterina accompagnò il marito nel suo nuovo incarico militare a Baghdad, per poi stabilirsi nuovamente in Inghilterra. Il 25 agosto 1947, il cugino Giorgio VI del Regno Unito, lontano cugino di Caterina, le concesse il rango ed il titolo di figlia di un duca, divenendo così Lady Katherine Brandram, anche se comunque ella dovette rinunciare ai diritti alla successione al trono greco e danese ed al trattamento di Altezza reale. La coppia visse ad Eaton Square a Belgravia, ma si stabilì poi a Marlow, nel Buckinghamshire.

### Morte

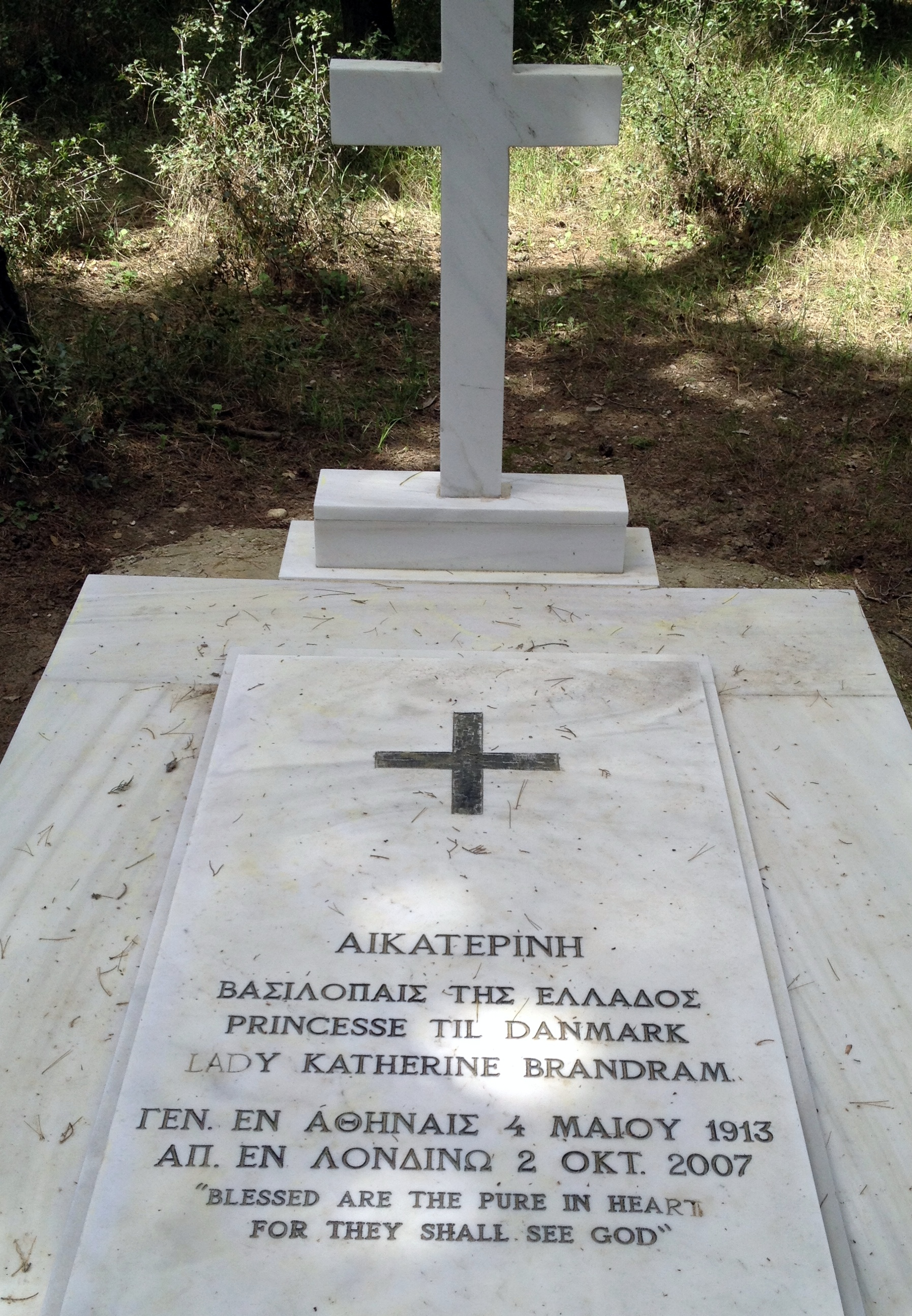
Tomba di Caterina di Grecia a Tatoi.

Caterina continuò a partecipare agli eventi reali greci fino agli anni 1960, come il banchetto per il 60° compleanno del fratello, re Paolo, tenutosi al Palazzo Reale di Atene nel 1961, le nozze della nipote Sofia di Grecia con il principe Juan Carlos di Spagna e le celebrazioni del centenario della monarchia greca nel 1963. All'inizio degli anni 2000 divenne l'ultima nipote in vita di alcuni sovrani importanti d'Europa, difatti nel 2002 con la morte della infanta Beatrice di Spagna, divenne l'ultima pronipote sopravvissuta della regina Vittoria, nonché l'ultima nipote sopravvissuta dei sovrani Federico III e Vittoria di Germania. La principessa Caterina di Grecia e Danimarca, Lady Brandram, morì il 2 ottobre 2007 a Londra. Venne tumulata assieme ai famigliari nel cimitero di Palazzo Tatoi. Dopo la sua morte, il giornale inglese Daily Telegraph scrisse " "Lady Katherine visse tranquillamente ma rimase in stretto contatto con la sua famiglia reale e quella britannica. Partecipò al matrimonio della regina con il principe Filippo (suo cugino di primo grado), e fu ospite al servizio di celebrano l'ottantesimo compleanno del Principe Filippo nella Cappella di San Giorgio, a Windsor, nel 2001.".

## Ascendenza
|                               |             |                                   | Genitori                                   |  |  | Nonni |  |  | Bisnonni     |  |  | Trisnonni                                                      |  |
|                               |             |                                   |                                            |  |  |       |  |  | Cristiano IX |  |  | Federico Guglielmo di Schleswig-Holstein-Sonderburg-Glücksburg |  |
|                               |             |                                   |                                            |  |  |       |  |  | Cristiano IX |  |  | Federico Guglielmo di Schleswig-Holstein-Sonderburg-Glücksburg |  |
|                               |             | Luisa Carolina d'Assia-Kassel     |                                            |  |  |       |  |  | Cristiano IX |  |  |                                                                |  |
| Giorgio I                     |             |                                   |                                            |  |  |       |  |  | Cristiano IX |  |  |                                                                |  |
|                               |             | Luisa d'Assia-Kassel              | Guglielmo d'Assia-Kassel                   |  |  |       |  |  |              |  |  |                                                                |  |
|                               |             | Luisa d'Assia-Kassel              | Guglielmo d'Assia-Kassel                   |  |  |       |  |  |              |  |  |                                                                |  |
|                               |             | Luisa d'Assia-Kassel              | Luisa Carlotta di Danimarca                |  |  |       |  |  |              |  |  |                                                                |  |
| Costantino I                  |             | Luisa d'Assia-Kassel              |                                            |  |  |       |  |  |              |  |  |                                                                |  |
|                               |             | Konstantin Nikolaevič Romanov     | Nicola I                                   |  |  |       |  |  |              |  |  |                                                                |  |
|                               |             | Konstantin Nikolaevič Romanov     | Nicola I                                   |  |  |       |  |  |              |  |  |                                                                |  |
|                               |             | Konstantin Nikolaevič Romanov     | Carlotta di Prussia                        |  |  |       |  |  |              |  |  |                                                                |  |
| Ol'ga Konstantinovna Romanova |             | Konstantin Nikolaevič Romanov     |                                            |  |  |       |  |  |              |  |  |                                                                |  |
|                               |             | Alessandra di Sassonia-Altenburg  | Giuseppe di Sassonia-Altenburg             |  |  |       |  |  |              |  |  |                                                                |  |
|                               |             | Alessandra di Sassonia-Altenburg  | Giuseppe di Sassonia-Altenburg             |  |  |       |  |  |              |  |  |                                                                |  |
|                               |             | Alessandra di Sassonia-Altenburg  | Amalia di Württemberg                      |  |  |       |  |  |              |  |  |                                                                |  |
| Caterina                      |             | Alessandra di Sassonia-Altenburg  |                                            |  |  |       |  |  |              |  |  |                                                                |  |
|                               | Guglielmo I | Federico Guglielmo III            |                                            |  |  |       |  |  |              |  |  |                                                                |  |
|                               | Guglielmo I | Federico Guglielmo III            |                                            |  |  |       |  |  |              |  |  |                                                                |  |
|                               | Guglielmo I | Luisa di Meclemburgo-Strelitz     |                                            |  |  |       |  |  |              |  |  |                                                                |  |
| Federico III                  | Guglielmo I |                                   |                                            |  |  |       |  |  |              |  |  |                                                                |  |
|                               |             | Augusta di Sassonia-Weimar        | Carlo Federico di Sassonia-Weimar-Eisenach |  |  |       |  |  |              |  |  |                                                                |  |
|                               |             | Augusta di Sassonia-Weimar        | Carlo Federico di Sassonia-Weimar-Eisenach |  |  |       |  |  |              |  |  |                                                                |  |
|                               |             | Augusta di Sassonia-Weimar        | Marija Pavlovna Romanova (1786-1859)       |  |  |       |  |  |              |  |  |                                                                |  |
| Sofia di Prussia              |             | Augusta di Sassonia-Weimar        |                                            |  |  |       |  |  |              |  |  |                                                                |  |
|                               |             | Alberto di Sassonia-Coburgo-Gotha | Ernesto I di Sassonia-Coburgo-Gotha        |  |  |       |  |  |              |  |  |                                                                |  |
|                               |             | Alberto di Sassonia-Coburgo-Gotha | Ernesto I di Sassonia-Coburgo-Gotha        |  |  |       |  |  |              |  |  |                                                                |  |
|                               |             | Alberto di Sassonia-Coburgo-Gotha | Luisa di Sassonia-Gotha-Altenburg          |  |  |       |  |  |              |  |  |                                                                |  |
| Vittoria, principessa reale   |             | Alberto di Sassonia-Coburgo-Gotha |                                            |  |  |       |  |  |              |  |  |                                                                |  |
|                               |             | Vittoria                          | Edoardo Augusto di Hannover (1767-1820)    |  |  |       |  |  |              |  |  |                                                                |  |
|                               |             | Vittoria                          | Edoardo Augusto di Hannover (1767-1820)    |  |  |       |  |  |              |  |  |                                                                |  |
|                               |             | Vittoria                          | Vittoria di Sassonia-Coburgo-Saalfeld      |  |  |       |  |  |              |  |  |                                                                |  |
|                               |             | Vittoria                          |                                            |  |  |       |  |  |              |  |  |                                                                |  |